# Vicente Hernández
Vicente Hernández (20 de abril de 1991) é um triatleta profissional espanhol.

## Carreira

### Rio 2016
Vicente Hernández competiu na Rio 2016, ficando em 27º lugar com o tempo de 1:48.50.